# Magyarbóly, Baranya
Magyarbóly este un sat în districtul Siklós, județul Baranya, Ungaria, având o populație de 999 de locuitori (2011). 

## Demografie
Componența etnică a satului Magyarbóly
     Maghiari (84,94%)
     Germani (10,4%)
     Sârbi (3,89%)
     Romi (0,78%)
Componența confesională a satului Magyarbóly
     Romano-catolici (41,74%)
     Reformați (20,02%)
     Fără religie (10,21%)
     Luterani (4,4%)
     Ortodocși (1,1%)
     Greco-catolici (1,1%)
     Necunoscută (20,92%)
     Atei (0,5%)
     Alte religii (1,1%)
Conform recensământului din 2011, satul Magyarbóly avea 999 de locuitori. Din punct de vedere etnic, majoritatea locuitorilor (84,94%) erau maghiari, existând și minorități de germani (10,4%) și sârbi (3,89%). Nu există o religie majoritară, locuitorii fiind romano-catolici (41,74%), reformați (20,02%), persoane fără religie (10,21%), luterani (4,4%), ortodocși (1,1%) și greco-catolici (1,1%). Pentru 20,92% din locuitori nu este cunoscută apartenența confesională.